# National Gift Exhibition
Ne doit pas être confondu avec Exposition internationale de l'amitié.
 (avril 2024).
Le National Gift Exhibition, hangeul : 국가선물관 (ou National Gift Exhibition House, pouvant être traduit en français par « Exposition des cadeaux nationaux ») est un musée créé en 2012, situé au pied du mont Ryongak, à Pyongyang, en Corée du Nord.
Ce musée abrite des cadeaux offerts aux dirigeants nord-coréens Kim Il-sung, Kim Jong-il, Kim Jong-un ou encore à Kim Jong-suk par des coréens (du nord, du sud), des japonais, des chinois ou des étrangers en général.

## Historique
En février 2002, Kim Jong-il a désigné l'emplacement du musée, en 2004 il a validé les plans de construction et les travaux ont commencé en 2006.
Selon Young Pioneer Tours, le projet a été initié par Kim Jong-il comme « un cadeau pour le peuple » pour les célébrations de l'anniversaire de Kim Il-sung en avril 2012.
Le musée a été inauguré en le 1er août 2012,,,, soit quelques mois après la mort de Kim Jong-il. La cérémonie d'inauguration a été faite en présence du premier ministre Choe Yong-rim, du membre du Comité central du Parti du travail de Corée Kim Ki-nam, du sécrétaire Choi Tae-bok, de divers responsable du PTC et autres membres de l'appareil d'État (ministère, agence centrale, constructeur militaire, etc.). La date d'inauguration coïncide avec le 100e anniversaire de la naissance de Kim Il-sung, selon les autorités nord-coréennes,.

## Cadeaux

### Donateurs
Ce musée abrite des cadeaux offerts aux dirigeants nord-coréens Kim Il-sung, Kim Jong-il, Kim Jong-un ou encore à Kim Jong-suk par des nord-coréens, sud-coréens, des japonais (de Chongryon principalement), des chinois ou des étrangers en général.

### Collection
Plus de 8900 cadeaux sont présentées à travers 20 salles,,. Le hall principal abrite deux statues en marbre l'une de Kim Jong-il l'autre de Kim Il-sung,. Les cadeaux représentent l'admiration des coréens envers les dirigeants de Corée du Nord. Les cadeaux offerts le sont par des coréens ou des étrangers, comme une Mercedes Benz offert par le sud-coréen Chung Ju-yung président de Hyundai, ou un vase à fleurs en coquilles d'escargots offert par une société minière de Corée du Nord ou encore des cadeaux du basketteur Dennis Rodman. Des peintures y sont aussi présentées. Les objets offerts le sont souvent à titre posthumes. Au total plus de 25000 cadeaux y sont stockées,.
Certains des objets exposées proviennent du musée de l'Exposition internationale de l'amitié.
Un étage est réservé aux livres.

## Bâtiment
Le bâtiment abritant le musée est fait en béton ou en granite gris, dans un style brutaliste, sans fenêtre sur 3 ou 4 étages,. L'intérieur est luxueux avec de grands couloirs et au sol du marbre brillant. de grandes portes en bois permettent l'accès aux salles où sont présentés les collections qui sont surélevées et éclairées derrière des vitres.
Le bâtiment a une étage accessible qui offre un point de vue vers le centre de Pyongyang.

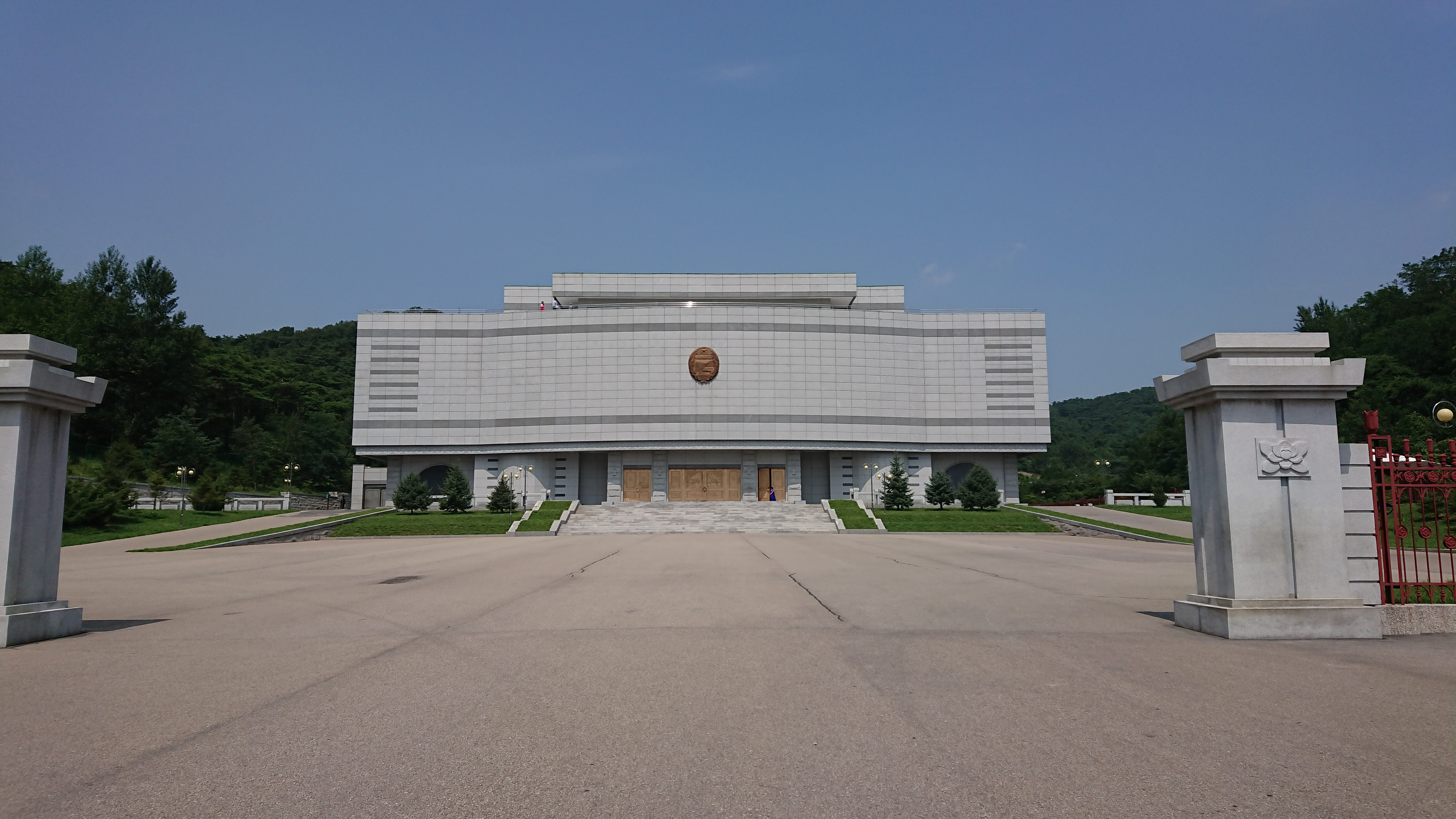
Bâtiment du National Gift Exhibition
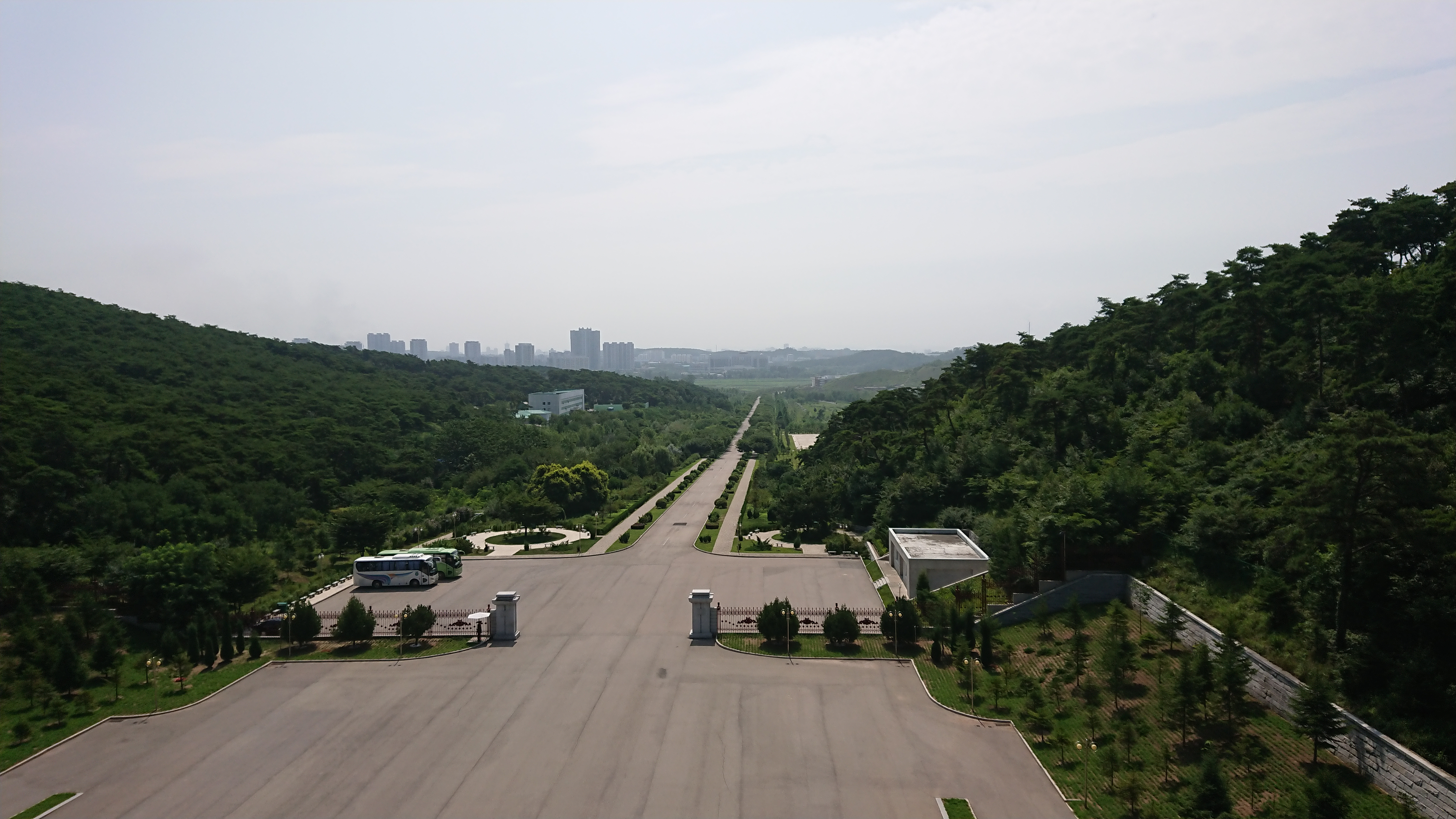
Vue depuis l'étage du National Gift Exhibition vers le cœur de ville de Pyongyang

## Localisation
Le musée est situé à l'est de Pyongyang, au pied du mont Ryongak, en Corée du Nord,. Il est entouré de pins. Il est situé le long de la route vers la ville portuaire de Nampo.

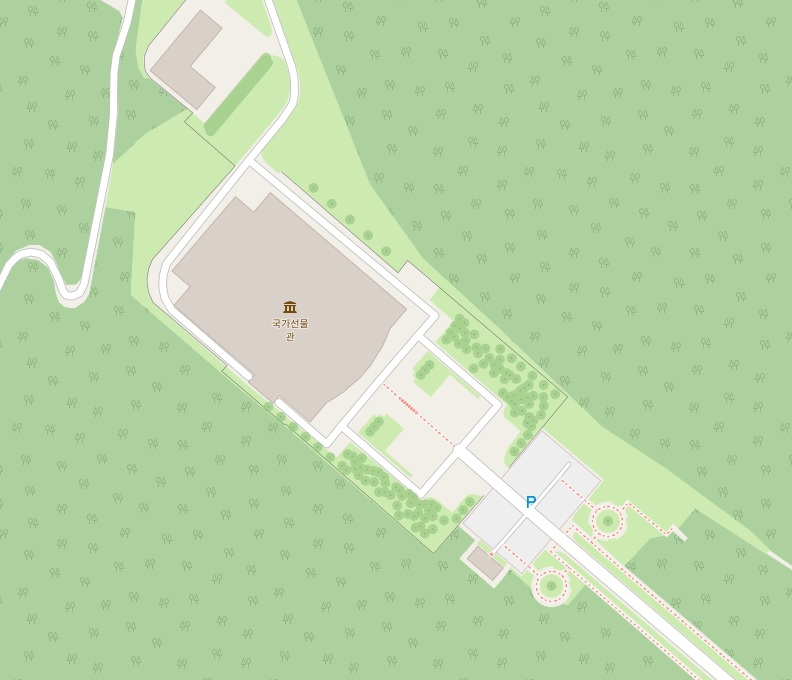
Carte OpenStreetMap d'avril 2024 de la National Gift Exhibition à Pyongyang en Corée du Nord.